# Anilocra montti
Anilocra montti is een pissebed uit de familie Cymothoidae. De wetenschappelijke naam van de soort is voor het eerst geldig gepubliceerd in 2001 door Thatcher & Lobos.